# Eremocharis subsulcata
Eremocharis subsulcata är en insektsart som först beskrevs av Carl Stål 1875.  Eremocharis subsulcata ingår i släktet Eremocharis och familjen Pamphagidae.

## Underarter
Arten delas in i följande underarter:
- E. s. rosacea
- E. s. povolnyi
- E. s. minor
- E. s. atripes
- E. s. subsulcata